# Rita Molina
Rita Ester Molina (Santa Fe, Argentina; 12 de febrero de 1962-Ibidem; 6 de febrero de 2020) fue una locutora, productora y presentadora televisiva argentina. Fue una de las referentes conductoras femeninas de la música tropical en la provincia de Santa Fe.

## Biografía
Hizo sus estudios primarios en la escuela Nuestra Señora de Luján. Fue una destacada locutora y conductora que tuvo su espacio en la música, específicamente en la movida tropical santafesina. Allí compartió junto con su exmarido el primer programa televisivo de la provincia de Santa Fe de música tropical, El show de Carlitos Román, desde 1990 hasta 2019. En sus más de 30 años de carrera en el ambiente tropical provincial presentó en decenas de giras, eventos y shows a populares figuras del ambiente de la cumbia santafesina como Los Palmeras, Tito Penessi, Grupo Alegría, Kaniche, Leo Mattioli, Uriel Lozano, Mario Pereyra, Sergio Torres, El Brujo Ezequiel, Los Bam Band y Coty, entre muchos otros.
Además fue por más de diez años locutora de la 105.1 junto con Carlos Román y Alejandro Gutiérrez.
En 2015 recibió mención por su trayectoria en un evento en Reconocimiento a la Cumbia.
Junto con Carlos Román vivió varios años de matrimonio con quien, a pesar de estar separados, siguieron compartiendo pantalla y escenarios.
Falleció el 6 de febrero de 2020 a los 57 años, víctima de un cáncer de páncreas en el Hospital Juan Bautista Iturraspe. Sus restos fueron velados en Serca y enterrados en el Cementerio Municipal de Santa Fe.